# Хроніки країни матерів
«Хроніки країни матерів» (фр. Chroniques du pays des mères) — франкомовний науково-фантастичний роман канадської письменниці Елізабет Фонарбю. Вперше надрукований 1992 року в Канаді, перекладений англійською як «In the Mothers' Land» («У материнських землях»), в Англії перевиданий під назвою «The Maerlande Chronicles» («Хроніки країни матерів»). У 1992 році роман отримав премію мені Філіпа К. Діка (спеціальне цитування). Яскравий приклад феміністичної наукової фантастики.

## Сюжет
Події роману розгортаються через декілька століть по завершенні подій, описаних у романі «Місто тиші». Великі площі суходолу затопили морські води, а більшість Європи перетворилася на отруйну пустелю. Через генетичну мутацію кількість жінок почала перевищувати кількість чоловіків у пропорції 70:1. Зруйноване суспільство, описане в романі «Місто тиші», поступово відновлюється. Держави воєначальників після краху перетворилися в патріархальні королівства — гареми — до того, як їх знищили вулики — міста-держави, керовані жінками, кожен з яких був так само войовничим і тиранічним, як і їх попередники, якими керували чоловіки. Вони в свою чергу були замінені на відносно мирне суспільство жінок, організоване як вільна федерація місцевих громад.
Роман прослідковує життя Лісбеї, дочки «матері» громади Бетелі, у провінції Літейл. Приречена досягти успіху, вона виростає разом із сестрою та подругою Тулою, проте досягти успіху їй заважає безплідність. Дівчина стає «дослідницею», проводячи археологічні та історичні пошуки. Під час дослідження зруйнованого тунелю вона виявляє документи, які ставлять під сумнів все, що її суспільство знало про своє минуле.